# Cinipídeos
Cinipídeos (Cynipidae) é uma família de vespas galhadoras, pertencente à ordem dos insetos himenópteros, subordem Apocrita, e superfamília Cynipoidea. São vulgarmente conhecidas por vespas-das-galhas  dado que induzem nas plantas a formação de galhas em virtude do seu desenvolvimento larval. São vespas de pequenas dimensões (1 a 8 mm), de coloração variando entre o caramelo e o preto, com asas relativamente longas em relação ao corpo; são observadas em áreas verdes, principalmente em jardins, pousadas sobre a folhagem.

## Características
Como todos os membros da subordem Apocrita, as vespas-das-galhas possuem uma forma de corpo distintiva, em que aconteceu uma forte constrição de parte do abdômen gerando uma cintura de vespa. Em todos Apocrita, o primeiro tergo abdominal, denominado propódeo, está conjugado com o retante do tórax (formando o mesossoma), enquanto o segundo segmento abdominal forma uma espécie de haste (chamada do pecíolo) que sustenta o gáster: o abdómen funcional nas vespas apócritas, começando com o terceiro segmento abdominal propriamente dito. Assim, juntos o pecíolo e o gáster formam o metassoma, enquanto que o tórax e o propódeo constituem juntos o mesossoma.
A precisa identificação dos Cynipidae pode ser complicada pelas extensas semelhanças com outras pequenas vespas da superfamília Cynipoidea, particularmente com aquelas poucas espécies de Figitidae que são também encontradas envolvidas nas estruturas de galhas (particularmente Parnipinae). Em suma, os Cynipidae possuem como combinação única as seguintes características: (i) larvas de último ínstar com dois dentes proeminentes fortes nas mandíbulas bem esclerotizadas (com a exceção de algumas espécies em que o segundo dente reduziu-se, restando apenas um evidente); (ii) ovos com revestimento mais espesso e menos flexível que das outras famílias aparentadas; (iii) adultos com o mesoescudo opaco e o terceiro segmento abdominal bem maior do que os demais (nos Figitidae semelhantes, este costuma ser o quarto segmento); (iv) adultos com o abdômen ovalado e brilhoso. As antenas são filiformes com 12 a 16 segmentos. Em algumas variedades, o dorso do mesossoma possui bandas longitudinais. As asas têm uma estrutura típica simples. O ovipositor da fêmea muitas vezes pode ser visto projectando-se da ponta do metassoma.
A identificação exata de espécies é bastante dificultada pela falta de recursos como chaves dicotômicas, principalmente em Cynipini e Synergini.

## Biologia
As fêmeas de vespas galhadoras Cynipidae botam seus ovos dentro dos tecidos vegetais jovens ainda indiferenciados, de maneira que fatores liberados alteram o desenvolvimento da região deste tecido, induzindo a formação de uma galha. Os mecanismos que levam a estas alterações teciduais ainda não estão bem conhecidos, pois ainda não são bem conhecidos os fatores fisiológicos que as induzem. No entanto, acredita-se que envolva tanto fatores iniciadores injetados pelas vespas fêmeas durante a postura (como secreções ovarianas do cálice, e das glândulas do aparato de veneno), bem como outros fatores produzidos pelas larvas em desenvolvimento e suas atividades. 
As galhas induzidas pela postura e larvas de Cynipidae são entendidas como as mais complexas dentre as galhas induzidas por artrópodes: além de poderem se desenvolver em quase qualquer tecido vegetal, estas galhas podem conter complexos de até 100 câmaras larvais.  Acredita-se que tal complexidade tenha sido atingida evolutivamente por pressão de inimigos naturais tais como predadores e outras vespas parasitas. Cada galha é formada por duas partes: a região externa, que varia bastante em morfologia e deformidades, e uma região interna, contendo tecidos voltados para a nutrição da larva que alberga. Uma capa dura de esclerênquima (que nutre a galha com nutrientes) reveste cada uma destas câmaras, que possui em seu revestimento interior uma larga camada de células vegetais nutritivas, que é explorada como alimento pela larva da vespa galhadora durante seu desenvolvimento.
As espécies parasitoides teriam surgido a partir de ancestrais indutores de galhas que eventualmente tenham perdido esta capacidade. Nestas espécies, as fêmeas botam seus ovos dentro das galhas iniciais feitas por outra vespa-das-galhas. Deve-se notar que a larva da vespa galhadora parasitoide não mata nem se alimenta diretamente da larva da espécie hospedeira, mas por vezes a vespa adulta que a mata com seu ovipositor, ou pode eventualmente morrer por inanição por ser impedida de nutrir-se pela larva parasitoide. Há registros de larvas de vespas-das-galhas parasitoides que controem sua própria câmara de tecido parenquimatoso, de forma que acaba isolando a larva hospedeira, sem danificá-la diretamente. 
Existem espécies que são específicas na exploração de hospedeiros, bem como outras que atacam diversos hospedeiros aparentados. 

## Importância Econômica
Não são consideradas como graves ameaças econômicas na agricultura, uma vez que não ocasionam desfolha e o único dano visível restringe-se às galhas. Ademais, as vespas concentram os ataques a determinados indivíduos, que acabam por apresentar muitas galhas, estes sim sendo mais atingidos e tendo seu desenvolvimento prejudicado. As galhas funcionam analogamente a um tumor de animais, de forma que sequestram nutrientes e água, além de afetar a funcionalidade dos tecidos atingidos. Um dos insetos melhor conhecidos é Dryocosmus kuriphilus, que afeta o desenvolvimento de castanheiras, podendo ocasionando ocasionar na morte dos pés mais atingidos; esta espécie pode tornar-se uma praga importante desta cultura. Outra espécie que adquiriu status nocivo foi Neuroterus saltatorius, considerada uma praga de árvores ornamentais Quercus alba, por indiretamente ocasionar descoloração e perda de vistosidade das plantas. Curiosamente, os imaturos da vespa conseguem saltar das galhas desta árvore quando ameaçados. 

## Diversidade
Estão descritas cerca de 1300 espécies nesta família, com cerca de 360 espécies na Europa e cerca de 800 espécies na América do Norte. Esta diversidade das regiões temperadas holárticas é primariamente representada por espécies da tribo Aylacini. No caso da América do Sul, as tribos mais representadas são Cynipini e Synergini atacando roseiras; acredita-se possível que estejam presentes alguns representantes da tribo Diplolepidini, mas que ainda não foram registrados. No Brasil, não há registros de espécimes desta família, o que pode dar-se por uma lacuna de conhecimento; por exemplo, espera-se que ao menos alguma espécie de Escathocerus sp. venha a ser eventualmente coletada, dado que sua planta hospedeira típica Acacia caven (Fabácea) encontra-se bem espalhada pelo sul do país, e pelo fato de que diferentes espécies deste gênero estão presentes e bem conhecidas dos países vizinhos. 
Algumas espécies holárticas são listadas abaixo.
1. Andricus burgundus
2. Andricus callidoma
3. Andricus coriarius
4. Andricus curvator
5. Andricus dentimitratus
6. Andricus fidelensis
7. Andricus foecundatrix
8. Andricus gallaecus
9. Andricus gallaeurnaeformis
10. Andricus gemmeus
11. Andricus glandulae
12. Andricus grossulariae
13. Andricus hispanicus
14. Andricus inflator
15. Andricus kollari
16. Andricus lignicolus
17. Andricus luisieri
18. Andricus luteicornis
19. Andricus niger
20. Andricus nobrei
21. Andricus pictus
22. Andricus pseudoinflator
23. Andricus quercuscorticis
24. Andricus quercusradicis
25. Andricus quercusramuli
26. Andricus quercustozae
27. Andricus rhyzomae
28. Andricus sieboldi
29. Andricus solitarius
30. Andricus stefanii
31. Andricus subterranea
32. Andricus tavaresi